# Нітриця (річка)
Нітриця (словац. Nitrica) — річка в Словаччині, права притока річки Нітри, басейн Дунаю.

## Географія

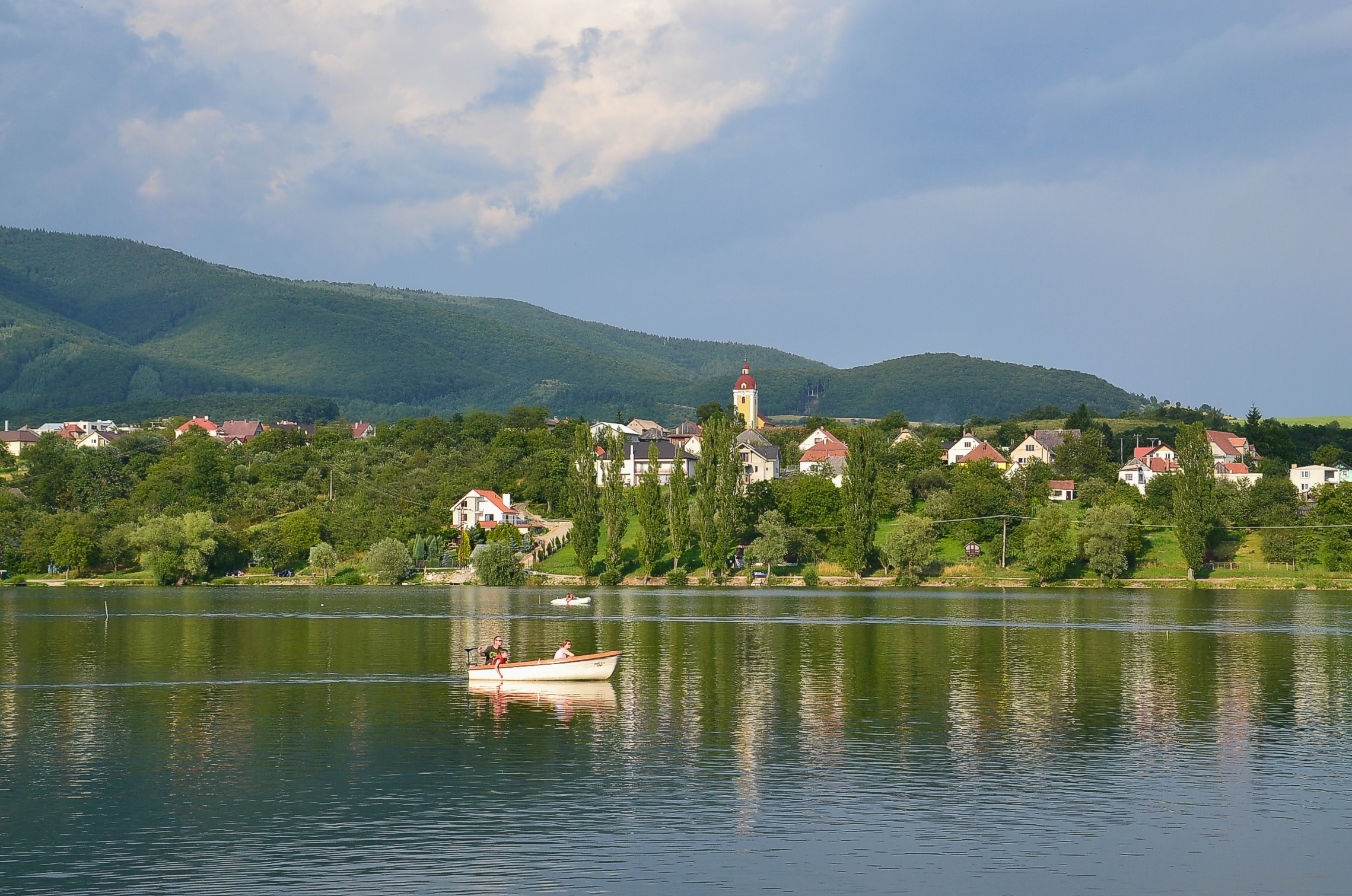
Водосховище Нітрянське Рудно
на Нітриці

Витік річки знаходиться в Стражовських горах, між піками Гомолька (1072 м) і Вапеч (956 м) на висоті 820 м над рівнем моря. Тече в південному напряму, територією округів Превідза та Партизанське і впадає в річку Нітра на південній околиці міста Партизанське на висоті 195 м над рівнем моря. Перепад висот від витоку до гирла становить 625 м. Поблизу села Нітрянське Рудно в 1951 році була збудована гребля, яка утворила водосховище Нітрянське Рудно. Нітриця є річкою гірсько-рівнинного типу.

## Населені пункти
На річці розташоване місто Партизанське, а також великі села (містечка): Валаска Бела, Нітрянське Рудно, Дів'яки-над-Нітрицею, Дів'яцька Нова Вес, Dolné Vestenice.

## Притоки
Притоками Нітриці є кілька невеличких річок (потоків), довжиною менше 10 км, кожна. Найбільші з них:
- ліва — Ясеніна (9,9 км)
- права — Бистриця (5,7 км)